# Shannon Dunn-Downing
Shannon Dunn-Downing (Arlington Heights, 26 de noviembre de 1972) es una deportista estadounidense que compitió en snowboard, especialista en la prueba de halfpipe.
Participó en dos Juegos Olímpicos de Invierno, en la prueba de halfpipe, obteniendo una medalla de bronce en Nagano 1998 y el quinto lugar en Salt Lake City 2002.

## Medallero internacional
| Juegos Olímpicos | Juegos Olímpicos | Juegos Olímpicos  | Juegos Olímpicos |
| Año              | Lugar            | Medalla           | Competición      |
| ---------------- | ---------------- | ----------------- | ---------------- |
| 1998             | Nagano (Japón)   | Medalla de bronce | Halfpipe         |